# Guy-Michel Landel
Guy Lucien Michel Landel (Conakry, 30 luglio 1990) è un calciatore guineano, centrocampista svincolato.

## Carriera

### Nazionale
Ha esordito in nazionale nel 2013.